# Івердон-ле-Бен
Івердон-ле-Бен (фр. Yverdon-les-Bains) — місто  в Швейцарії в кантоні Во, округ Юра-Нор-Водуа.

## Географія
Місто розташоване на Невшательському озері на відстані близько 65 км на захід від Берна, 28 км на північ від Лозанни.
Івердон-ле-Бен має площу 13,5 км², з яких на 50,4% дозволяється будівництво (житлове та будівництво доріг), 37,8% використовуються в сільськогосподарських цілях, 7,9% зайнято лісами, 3,8% не є продуктивними (річки, льодовики або гори).

## Історія
За часів римлян місто називалося Eburodunum, пізніше — просто Yverdon. Комуна змінила свою назву на Івердон-ле-Бен в 1981 р., місто є центром термальних джерел.
Місто також відоме своїм замком (Château d'Yverdon), який був збудований між 1260 і 1270 роками для захисту. В замку проживали савойські герцоги, потім, після завоювання Берном в 1536 р., — намісники, призначені Берном. В 1805 р. місто викупило замок і створило в ньому інститут під орудою Йоганна Песталоцці. З 1830 року в замку також існує музей міста.

## Демографія
2019 року в місті мешкало 30 156 осіб (+9% порівняно з 2010 роком), іноземців було 37,3%. Густота населення становила 2227 осіб/км².
За віковим діапазоном населення розподілялося таким чином: 21,8% — особи молодші 20 років, 60,5% — особи у віці 20—64 років, 17,7% — особи у віці 65 років та старші. Було 13578 помешкань (у середньому 2,2 особи в помешканні).
Із загальної кількості 19 773 працюючих 266 було зайнятих в первинному секторі, 2711 — в обробній промисловості, 16 796 — в галузі послуг.

## Театри
- Театр Бенно Бессон (Théâtre Benno Besson)
- Театр Ешандол (Théâtre de l'Échandole)
- Театр Petit Globe
- Концертна зала Амальгам (Salle de concert L'Amalgame)

## Галерея

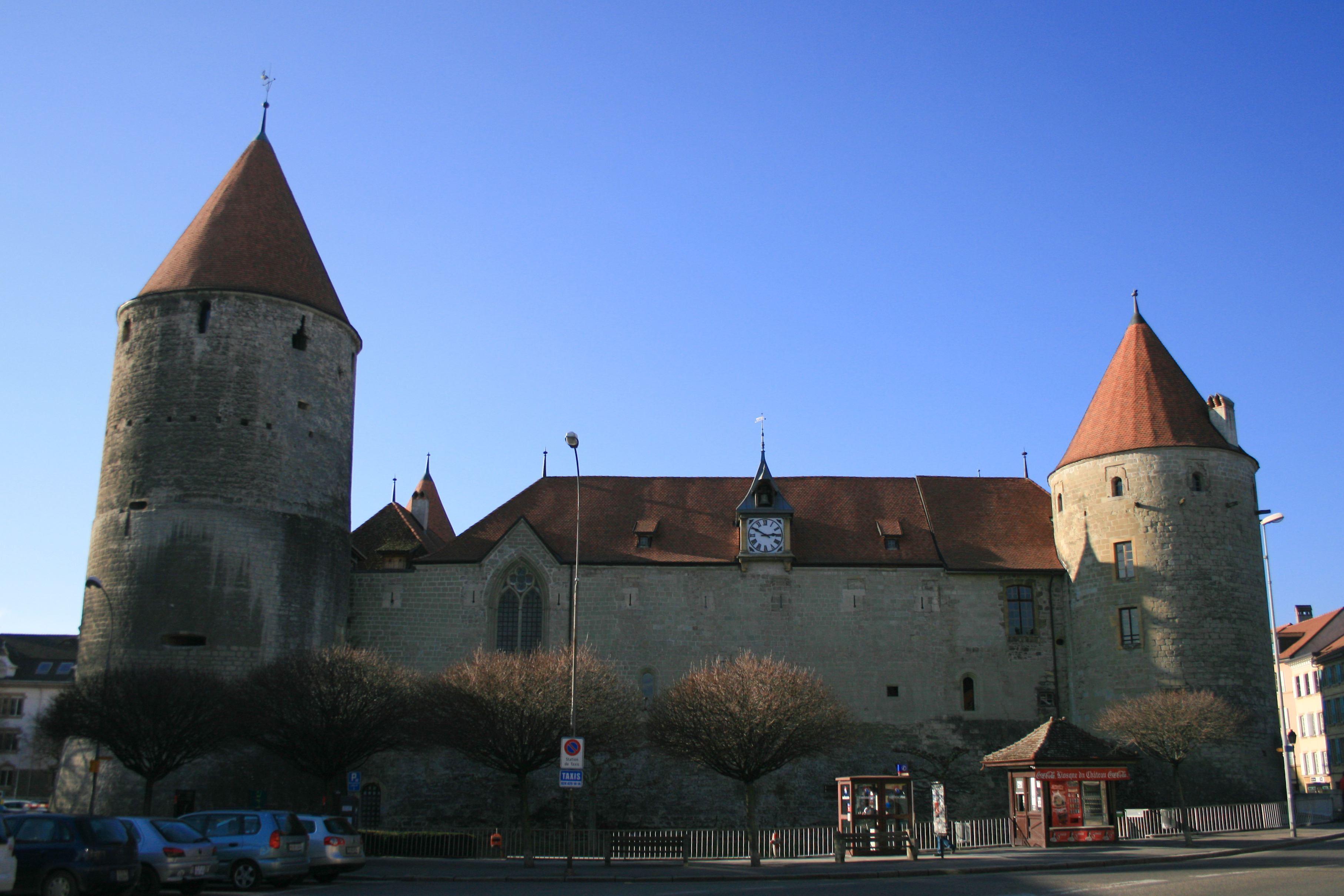
Замок  міста
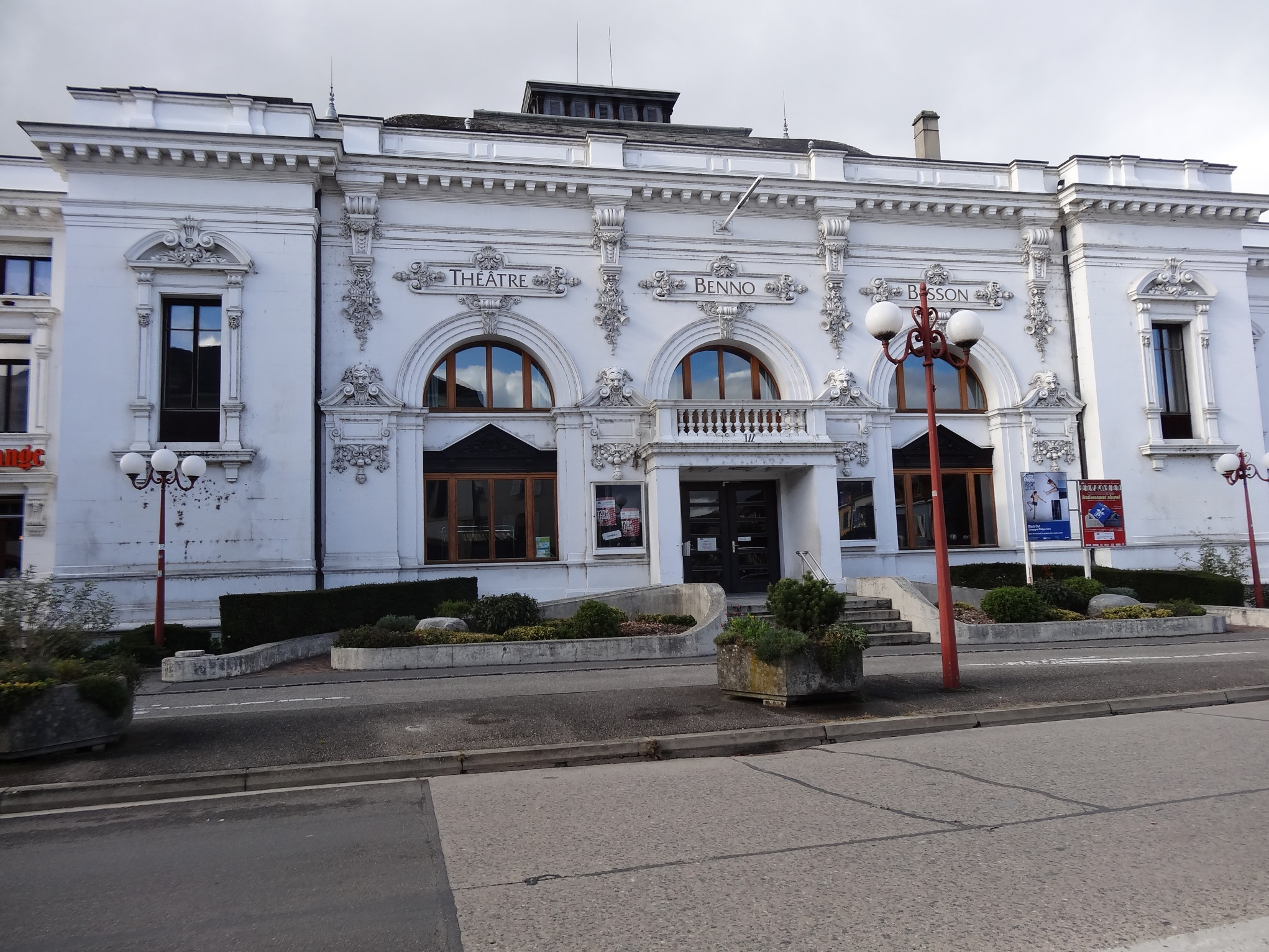
Театр Бенно Бессона